# ميغيل أنخيل غوميز مارتينيز
ميغيل أنخيل غوميز مارتينيز (بالإسبانية: Miguel Ángel Gómez Martínez) (17 سبتمبر 1949 – 4 أغسطس 2024) هو ملحن إسباني، ولد في 17 سبتمبر 1949 في غرناطة في إسبانيا.

## وصلات خارجية
- ميغيل أنخيل غوميز مارتينيز على موقع IMDb (الإنجليزية)
- ميغيل أنخيل غوميز مارتينيز على موقع ميوزك برينز (الإنجليزية)
- ميغيل أنخيل غوميز مارتينيز على موقع ديسكوغز (الإنجليزية)
- ميغيل أنخيل غوميز مارتينيز على موقع قاعدة بيانات الفيلم (الإنجليزية)